# Acropiesta nitida
Acropiesta nitida är en stekelart som först beskrevs av Thomson 1858.  Acropiesta nitida ingår i släktet Acropiesta, och familjen hyllhornsteklar. Arten är reproducerande i Sverige.